# アロウズ・A1
アロウズ・A1 (Arrows A1) は、トニー・サウスゲート、デイブ・ウォスが設計したフォーミュラ1カーで、1978年から1979年にかけてアロウズチームによって使用された。

## 概要
1978年用に開発されたFA1が、サウスゲートの所属していたシャドウの新型マシン、DN9と酷似していたためシャドウ側から訴訟を起こされ、敗訴を見越して開発されたのがA1である。開発に約50日をかけ、完成が敗訴から3日後という短期間だったため、形状は細部が修正されたほかはFA1とほぼ同じである。異なる所はサイドポンツーンの側面にスカートが設けられ、気流を通すためにスカート内側の底面が持ち上げられている所と、フロントノーズのオイルクーラー吸気口が2つに分かれた点である。

## スペック
- シャーシ名 A1
- エンジン名 フォード・コスワースDFV
- 気筒数・角度 V型8気筒・90度
- 排気量 2,993cc
- 燃料・潤滑油 ペトロフィナ（英語版）

## F1における全成績
(key) （太字はポールポジション）
| 年     | チーム                                        | エンジン                 | タイヤ | ドライバー           | 1   | 2   | 3   | 4   | 5   | 6   | 7   | 8   | 9   | 10  | 11  | 12   | 13   | 14   | 15  | 16   | ポイント | 順位 |
| ------ | --------------------------------------------- | ------------------------ | ------ | -------------------- | --- | --- | --- | --- | --- | --- | --- | --- | --- | --- | --- | ---- | ---- | ---- | --- | ---- | -------- | ---- |
| 1978年 | アロウズ・レーシングチーム                    | フォード コスワース・DFV | G      |                      | ARG | BRA | RSA | USW | MON | BEL | ESP | SWE | FRA | GBR | GER | AUT  | NED  | ITA  | USA | CAN  | 11*      | 10位 |
| 1978年 | アロウズ・レーシングチーム                    | フォード コスワース・DFV | G      | リカルド・パトレーゼ |     |     |     |     |     |     |     |     |     |     |     | Ret  | Ret  | Ret  | EX  | 4    | 11*      | 10位 |
| 1978年 | アロウズ・レーシングチーム                    | フォード コスワース・DFV | G      | ロルフ・シュトメレン |     |     |     |     |     |     |     |     |     |     |     | DNPQ | DNPQ | DNPQ | 16  | DNPQ | 11*      | 10位 |
| 1979年 | ヴァルシュタイナー アロウズ・レーシングチーム | フォード コスワース・DFV | G      |                      | ARG | BRA | RSA | USW | ESP | BEL | MON | FRA | GBR | GER | AUT | NED  | ITA  | CAN  | USA |      | 5*       | 9位  |
| 1979年 | ヴァルシュタイナー アロウズ・レーシングチーム | フォード コスワース・DFV | G      | リカルド・パトレーゼ | DNS | 9   | 11  | Ret | 10  | 5   | Ret |     |     |     |     |      |      |      |     |      | 5*       | 9位  |
| 1979年 | ヴァルシュタイナー アロウズ・レーシングチーム | フォード コスワース・DFV | G      | ヨッヘン・マス       | 8   | 7   | 12  | 9   | 8   | Ret | 6   |     |     |     |     |      |      |      |     |      | 5*       | 9位  |

### 1978年
*（ 1978年のポイントの内8ポイントはアロウズ・FA1の成績。）
- コンストラクターズランキング9位。
- ドライバーズランキング11位（リカルド・パトレーゼ）予選最高位5位1回 決勝最高位2位1回
- ドライバーズランキング-位（ロルフ・シュトメレン）予選最高位21位2回 決勝最高位9位2回

### 1979年
*（ 1979年のポイントの内2ポイントは後継型アロウズ・A2の成績。）
- コンストラクターズランキング9位。
- ドライバーズランキング11位（リカルド・パトレーゼ）予選最高位9位1回 決勝最高位5位1回
- ドライバーズランキング-位（ヨッヘン・マス）予選最高位8位1回 決勝最高位6位3回